# بين شتاينبرغ
بين شتاينبرغ هو معلم موسيقى وملحن كندي، ولد في 22 يناير 1930 في وينيبيغ في كندا.

## وصلات خارجية
- بين شتاينبرغ على موقع IMDb (الإنجليزية)
- بين شتاينبرغ على موقع قاعدة بيانات برودواي على الإنترنت (الإنجليزية)